# Io e mia sorella
Io e mia sorella ("Mijn zus en ik") is een Italiaanse filmkomedie uit 1987, geschreven en geregisseerd door Carlo Verdone, die zelf een hoofdrol vertolkte naast Ornella Muti. De film kreeg een Premi David di Donatello 1988 voor beste scenario en beste vrouwelijke bijrol (van Elena Sofia Ricci).

## Het verhaal
Carlo Piergentili (Carlo Verdone) en zijn jonge vrouw Serena (Elena Sofia Ricci) zijn beiden klassieke musici. Hun rustig huwelijksleven in Spoleto wordt verstoord wanneer de moeder van Carlo op haar sterfbed aan Carlo vraagt om zijn zuster Silvia (Ornella Muti) te helpen, die hij in jaren niet heeft gezien. Zij blijkt een nogal losbandige levensstijl te hebben en om de wens van zijn moeder te vervullen en de diverse moeilijkheden waarin Silvia zich heeft gewerkt op te lossen, ziet Carlo zich verplicht werk en gezin achter te laten en naar Boedapest en Brighton te reizen.

## Rolverdeling
| Acteur              | Personage          |
| ------------------- | ------------------ |
| Carlo Verdone       | Carlo Piergentili  |
| Ornella Muti        | Silvia Piergentili |
| Elena Sofia Ricci   | Serena Piergentili |
| Mariangela Giordano | Nadia              |
| Galeazzo Benti      | Lawyer Sironi      |
| Tomas Arana         | Gábor              |
| Veronica Lazar      | rechter            |